# (4583) Lugo
(4583) Lugo – planetoida z pasa głównego asteroid okrążająca Słońce w ciągu 3 lat i 224 dni w średniej odległości 2,35 j.a. Została odkryta 1 września 1989 roku w Narodowym Obserwatorium Astronomicznym Rożen. Nazwa planetoidy pochodzi od Raymonda Lugo (ur. 1957), zastępcy kierownika misji NASA New Horizons skierowanej do Plutona i pasa Kuipera. Przed jej nadaniem planetoida nosiła oznaczenie tymczasowe (4583) 1989 RL4.